# Vodárenská věž (Vratislav)
Vodárenská věž se nachází ve Vratislavi v městské části Borek na ulici Wiśniowé v Polsku. Dne  19. října 1978 byla zapsána do seznamu kulturních památek pod číslem A/4230/362/Wm.

## Historie
Vodárenská věž byla postavena v letech 1903–1904 podle projektu architekta Karla Klimma na jižním okraji města. V roce 1906 byla návštěvníkům zpřístupněna rozhledna ve výšce 42 metry. Od roku 1908 byla personálem vztyčována na vrcholu věže červená vlajka ve dnech, kdy atmosférické podmínky vytvářely velmi dobrou viditelnost. Za vyvezení výtahem na vyhlídkovou plošinu se platilo 10 feniků. V roce 1945, při obléhání Festung Breslau, plnila funkci pozorovatelny a řídící věže palby. Po druhé světové válce až do devadesátých let 20. století vodárenská věž nebyla opravována a ani využívána k turistickým účelům, přestože byl vodojem využíván do poloviny osmdesátých let 20. století. V roce 1995 ji od města Vratislav odkoupil Stephan Helmut (za šest set tisíc zlotých). Podle projektu Wacława Bieniasza-Nicholsona věž rekonstruoval a vytvořil restaurační komplex s názvem Wieża Ciśnień (česky: Vodárenská věž). V září 2017 byla věž odkoupena společností Adamietz za tři miliony eur. Společnost chce ve vodárenské věži otevřít restaurační komplex, hotel a administrativní kanceláře.

## Stavební podoba
Vodárenská věž je cihlová neomítaná stavba vysoká 62 metrů. Je postavena v eklektickém slohu s prvky secese ve zdobných a sochařských částech. Objekt můžeme rozdělit na tři části: základnu, sloupy a vodní nádrž se střechou. Z oktagonálního půdorysu vybíhá osm 9 m vysokých nosných sloupů, na kterých je umístěn zásobník vody. Na vrcholu jsou sloupy ukončeny arkádovými oblouky. Prostřední sloup plnil nosnou funkci a v jeho vnitřní části o průměru 2,5 m vedly vodovodní roury a výtah. V současné době slouží jako výtahová šachta. Na východní straně se nachází kruhová věž, která je spojena krytým mostem s vyhlídkovou plošinou v úrovni střechy. Původní točité schodiště ve věži Karl Klimm zaměnil v roce 1906 za osobní výtah.
Celá stavba stojí na betonové desce jeden metr tlusté, která je v hloubce 3,5 metru pod úrovní terénu. Spodní část pod nádrží je 11 metrů vysoká s jedním podzemním patrem a dvěma nadzemními, ve kterých se nacházely služební místnosti a půdní prostory. V dolní části sloupy mají přípory z červených cihel a kabřincových cihel (zvonivek). Prostor mezi příporami je zastavěn a po obvodu stavby je vytvořen čtyřboký půdorys. Zásobník vody byla ocelová nýtovaná nádoba o průměru 17 metrů ve výšce kolem 18 metrů. Stavba je zakončena osmistěnnou jehlanovou střechou s čtyřbokou helmicí, pod níž se nachází vyhlídková terasa. Ke stavbě kromě červených cihel a zvonivek byl použit železobeton, stavební ocel a žulové kvádry.

## Galerie

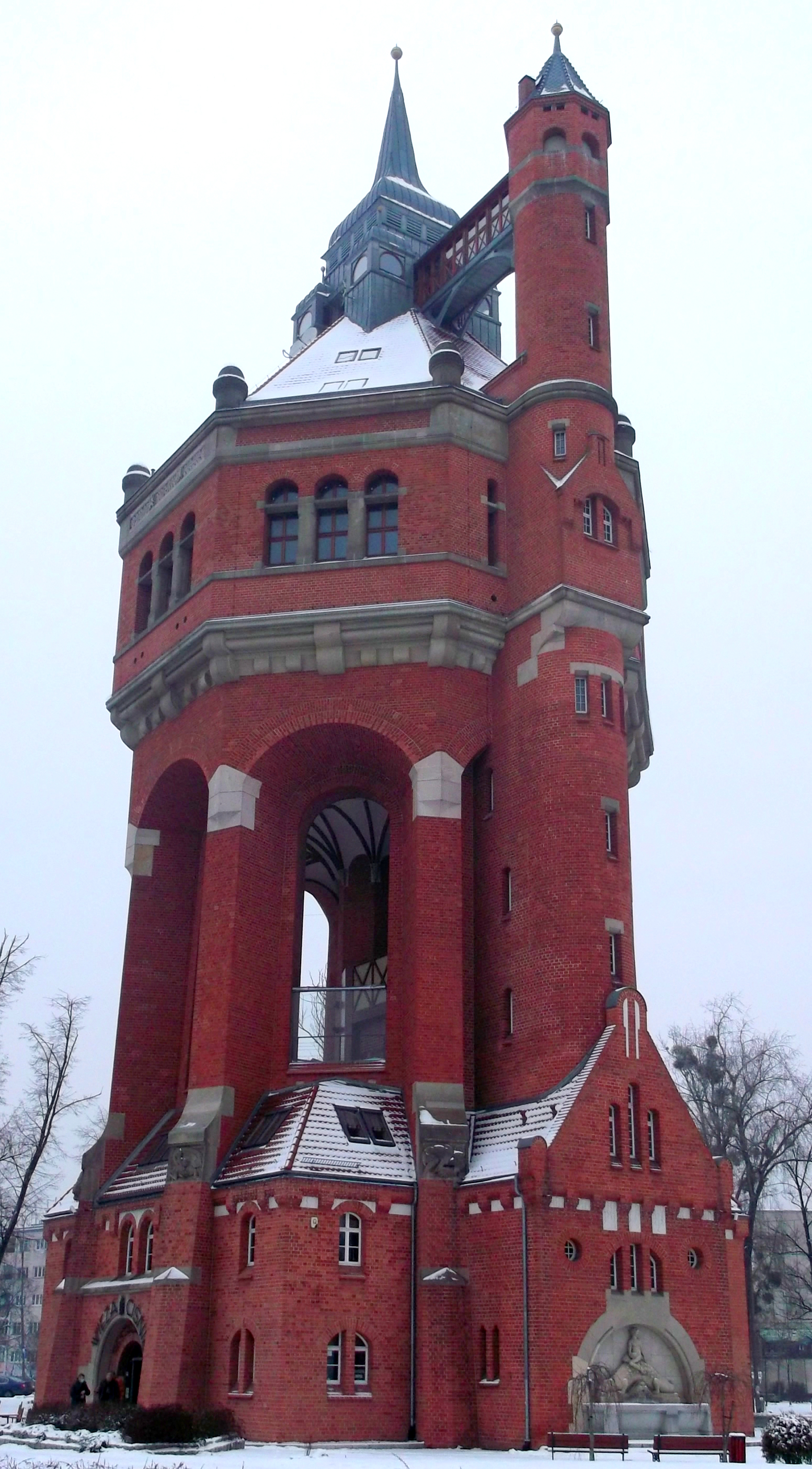
Vodárenská věž
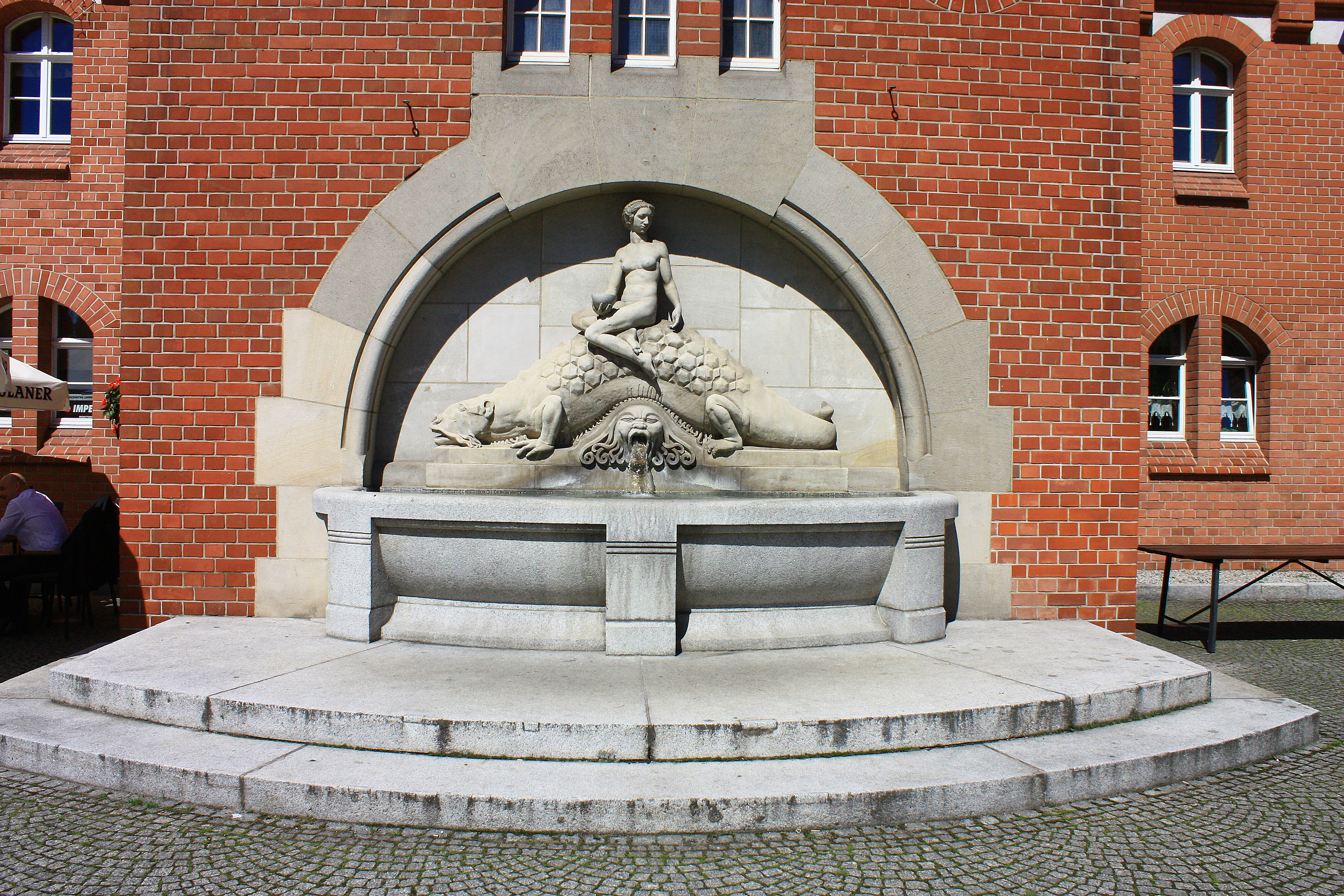
Obnovená výzdoba
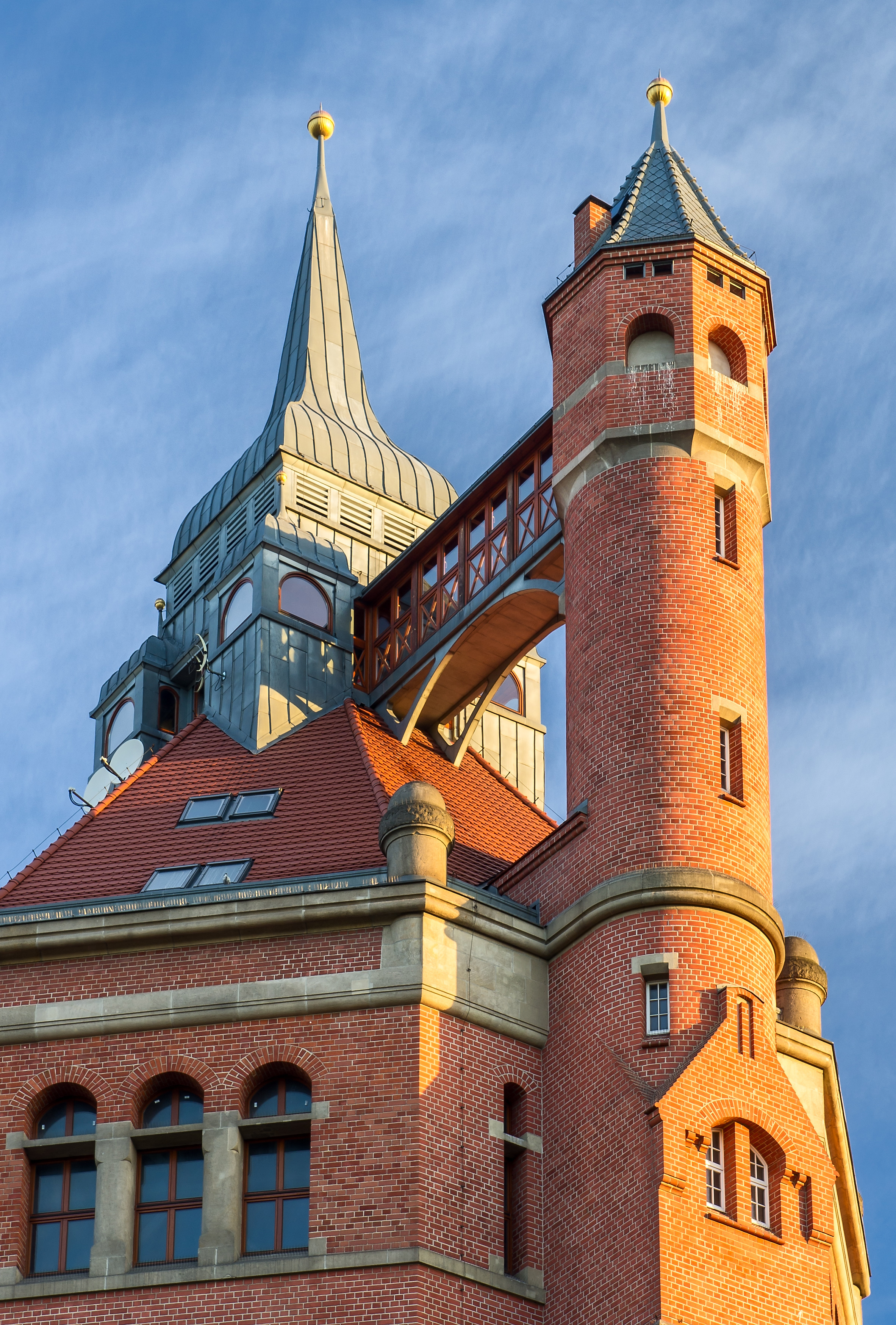
Propojení kruhové věže s vyhlídkovou plošinou
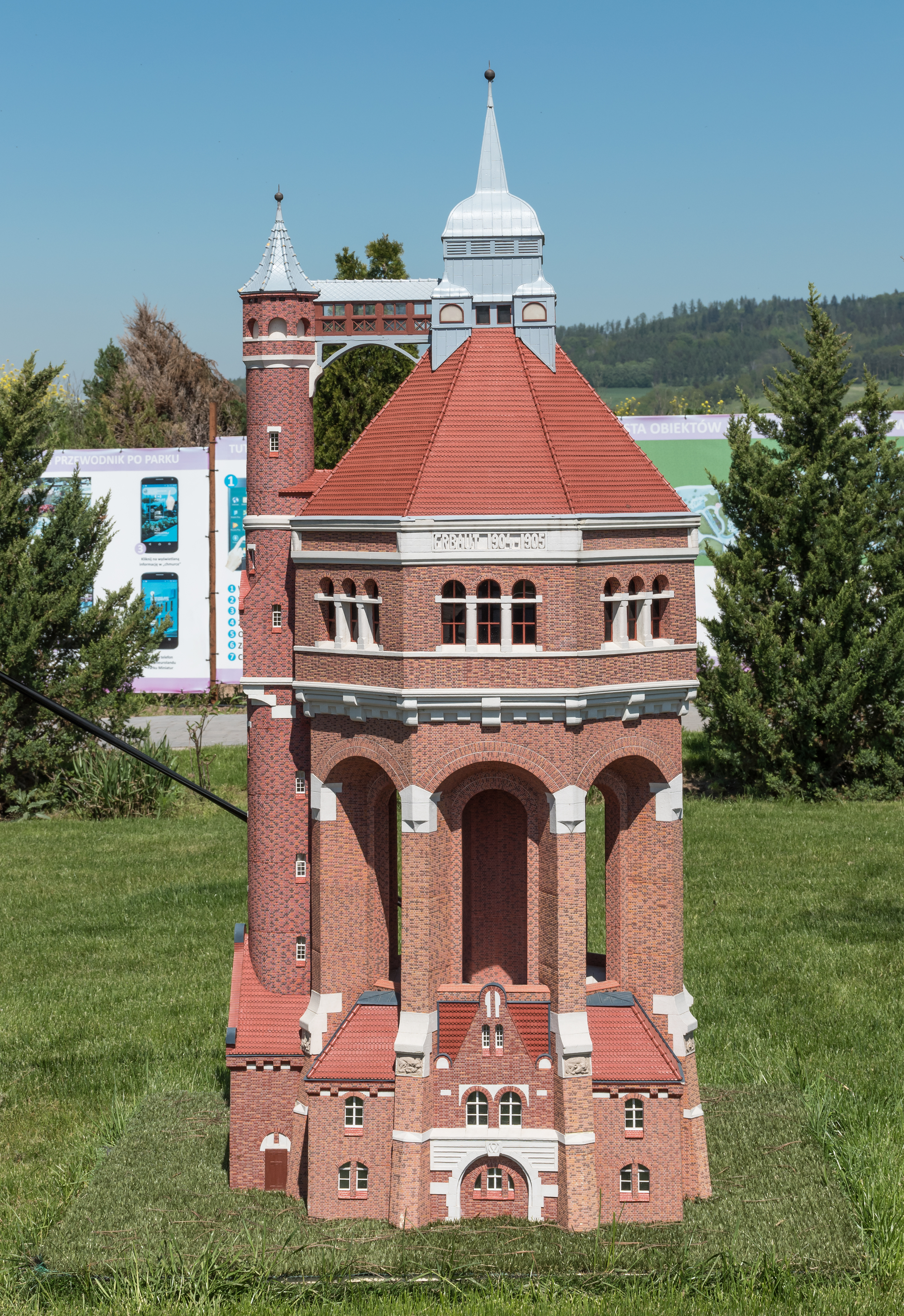
Model vodárenské věže v Kladsku